# فرانک ماگری
فرانک ماگری (انگلیسی: Frank Magri؛ زادهٔ ۴ سپتامبر ۱۹۹۹) بازیکن فوتبال متولد فرانسه اهل کامرون است.
وی همچنین در تیم ملی فوتبال کامرون بازی کرده است.